# والتر وايلد (لاعب كريكت)
والتر وايلد (27 فبراير 1908 في المملكة المتحدة - 21 أغسطس 1968 في المملكة المتحدة) (بالإنجليزية: Walter Wilde)‏ هو لاعب كريكت بريطاني وبريطاني (وحمل سابقاً جنسية المملكة المتحدة لبريطانيا العظمى وأيرلندا). لعب مع نادي مقاطعة سومرست للكريكت ‏.